# Nostra Aetate
Nostra aetate (з лат. «Наш час») — декларація Другого Ватиканського собору Католицької церкви про ставлення Церкви до нехристиянських релігій.
За остаточний варіант декларації проголосував 2221 учасник собору, проти 88. Була затверджена 28 жовтня 1965 року папою Павлом VI. Стала однією з трьох декларацій Другого Ватиканського собору і найкоротшим з його документів.

## Значення Nostra Aetate
Документ започаткував нову еру у відносинах між Католицькою Церквою та юдаїзмом, висловивши засудження будь-яких проявів антисемітизму та визнавши духовний зв'язок між християнами та юдеями. Також декларація підкреслила повагу до ісламу, індуїзму, буддизму та інших світових релігій, закликаючи до діалогу та співпраці в ім'я миру та взаєморозуміння.
У богословському контексті Nostra Aetate стала першим офіційним церковним документом, що визнав елементи істини в нехристиянських традиціях, що змінило підхід Католицької Церкви до місіонерської діяльності та екуменізму. Декларація мала значний вплив на розвиток міжрелігійного богослов'я, зокрема на християнсько-юдейські відносини та сучасний католицький діалог з ісламом.
Вона також сприяла перегляду католицького богослов'я спасіння у світлі ідеї «анонімних християн», запропонованої Карлом Ранером. У практичному вимірі декларація стала основою для багатьох ініціатив з міжрелігійного порозуміння, таких як Папські комісії з релігійного діалогу та міжнародні конференції.
Завдяки своєму гуманістичному посланню Nostra Aetate зберігає свою актуальність у сучасному суспільстві, де питання релігійного порозуміння залишаються важливими для глобальної стабільності та миру.

## Структура і зміст
Декларація Nostra Aetate складається з 5 статей: У першій статті, що носить вступний характер, підкреслюється спільність тих відповідей, які люди шукають в різних релігіях. Декларація розглядає «перш за все те, що люди мають спільного і що веде їх до братерства», оскільки одним із завдань Церкви є «сприяння єдності та любові між людьми, а точніше між націями».
Друга стаття підкреслює різність шляхів, за допомогою яких різні релігії намагаються відповісти на вічні філософські питання, особливо зупиняючись на індуїзмі і буддизмі. У декларації йдеться, що Католицька церква не відкидає в нехристиянських релігіях нічого, що є істинним і святим". У відносинах з представниками інших релігій має керуватися розсудливістю і любов'ю, не відречуться в той же час істини, яка є Христос — «шлях, істина і життя».
|  | Церква, таким чином, застерігає своїх синів, що через діалог і співпрацю з послідовниками інших релігій, які здійснюються з розсудливістю і любов'ю і на доказ християнської віри і життя, вони висловлять схвалення, збережуть і заохотять те хороше духовне і моральне так само добре, як і соціально-культурні цінності, які є серед цих людей. |

Третя стаття присвячена ісламу. Перераховуються загальні для християнства та ісламу доктринальні та релігійні положення і традиції. Собор закликає забути минулі війни та релігійні чвари і «разом просувати все те, що веде до досягнення соціальної справедливості серед людей і їх морального благополуччя, а також миру і свободи».
Четверта стаття говорить про ставлення до юдеїв. Особливу увагу приділено загальній для християн та юдеїв духовній спадщині, нагадується про приналежність до єврейської нації святих апостолів і багатьох з перших учнів Спасителя. Декларація засуджує антисемітизм і його прояви в минулому. Особливо підкреслюється, що хоча єврейська влада й наполягала на тому, щоб убити Христа, Хресні муки Спасителя не можуть бути приводом для звинувачення всіх євреїв, ані тих що жили тоді, ані тих, що живуть зараз.
Заключна, п'ята глава заявляє про неприпустимість будь-релігійного підґрунтя для дискримінації чи утиски людей через їх національності або релігії і закликає християн ставитися до всіх людей як до братів.
|  | Церква засуджує, як чужі вченню Христовому, дискримінацію або утиск людей через їх раси, кольору шкіри, умов життя або релігії. Навпаки, слідуючи стопами святих Апостолів Петра і Павла, цей Священний Синод гаряче закликає всіх вірних християн «вести добродійне життя між народами» (1 Петра 2:12), і, якщо можливо з їхнього боку, жити в мирі з усіма, щоб на насправді бути синами Отця Небесного. |